# Helen Varcoe
Helen Varcoe (Reino Unido, 18 de febrero de 1907-7 de mayo de 1995) fue una nadadora británica especializada en pruebas de estilo libre, donde consiguió ser medallista de bronce olímpica en 1932 en los 4 x 100 metros.

## Carrera deportiva
En los Juegos Olímpicos de Los Ángeles 1932 ganó la medalla de bronce en los relevos de 4 x 100 metros estilo libre, con un tiempo 4:52.4 segundos), tras Estados Unidos (oro) y Países Bajos (plata); sus compañeras de equipo fueron las nadadoras: Joyce Cooper, Valerie Davies y Edna Hughes.